# Heilig Hartbeeld (Buggenum)
Het Heilig Hartbeeld is een standbeeld in de Nederlandse plaats Buggenum, in de provincie Limburg.

## Achtergrond
Het Heilig Hartbeeld werd in 1922 opgericht bij de Allegundiskerk, ter gelegenheid van het veertigjarig priesterjubileum van pastoor Willemsen. Het werd gemaakt door de beeldhouwers Gerard Theelen en Karel Lücker. De kerk werd op 15 november 1944 door de Duitsers opgeblazen en moest na de Tweede Wereldoorlog worden herbouwd.

## Beschrijving
Het bronzen beeld toont een staande Christusfiguur die zegenend zijn handen heeft opgeheven. Hij is gekleed in een lang gewaad, op zijn borst prijkt het Heilig Hart.
Het beeld staat op een hoge sokkel, waarin een plaquette is geplaatst met de tekst 

TER EERE VAN HET
H. HART VAN JEZUS
WERD DIT BEELD OPGERICHT
DOOR DE PAROCHIANEN OP
HET VEERTIGJARIG
PRIESTERFEEST
VAN HUN HERDER
DEN Z.EERW.HEER
H. WILLEMSEN
BUGGENUM 25 MAART 1922

De twee keramieken engeltjes aan weerszijden werden ontworpen door Piet Schoenmakers en uitgevoerd bij St. Joris in Beesel, zij werden na de Tweede Wereldoorlog toegevoegd.

## Waardering
Het beeld is door de gemeente Leudal aangewezen als gemeentelijk monument.